# شكيد

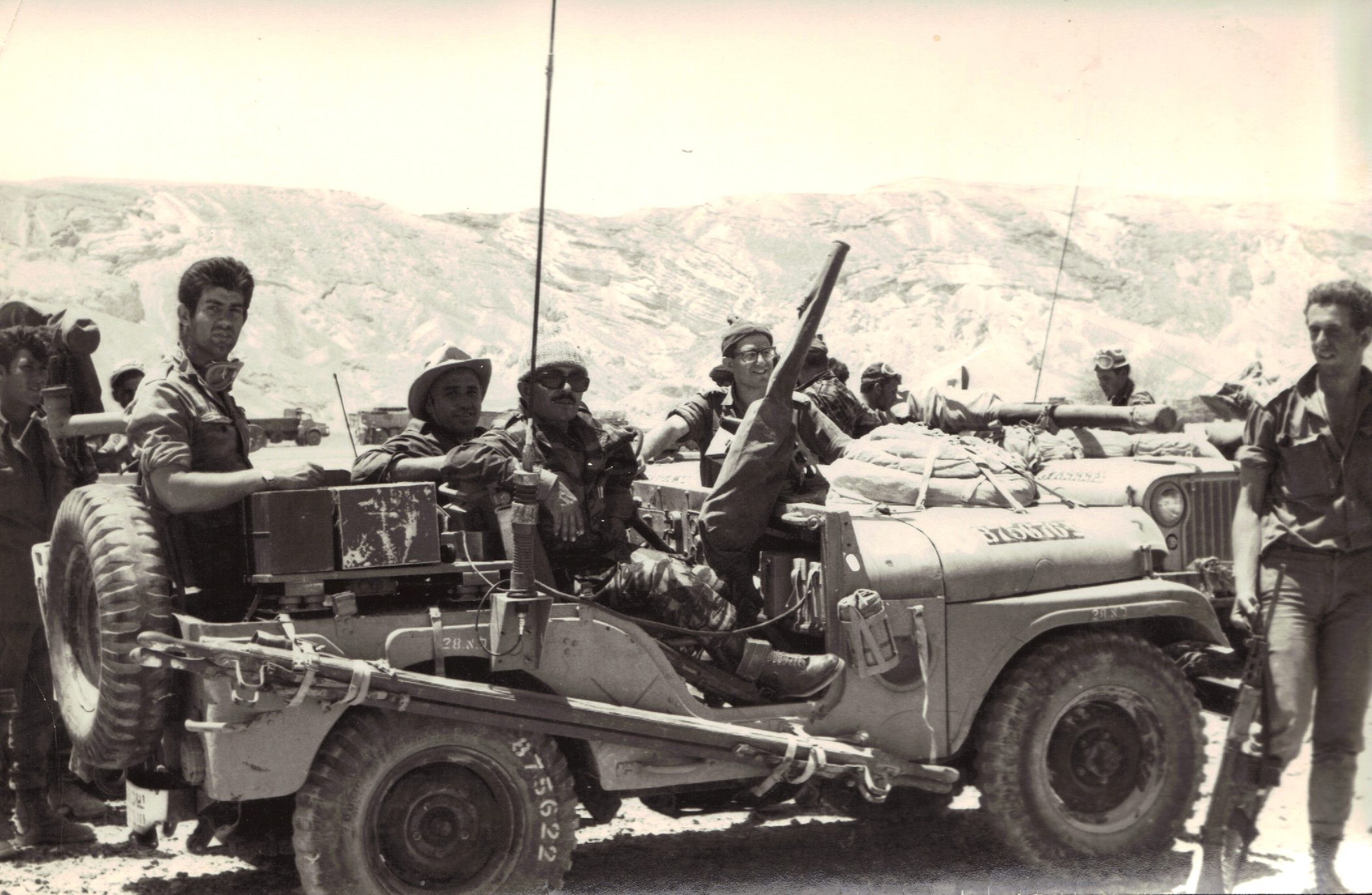
صورة لقوات شكيد

شكيد، اسم وحدة عسكرية إسرائيلية كان يقودها بنيامين إليعازر - الذي يشغل منصب وزير البنى الأساسية في الحكومة الإسرائيلية - إبان حرب 1967م.
تتهم تلك الوحدة بقتل أسرى مصريين عزل في إحدى معارك الحرب، وذلك بعد ظهور فيلم وثائقي إسرائيلي. إلا أنه دافع عن الوحدة بقوله أن الوحدة قتلت فيلق فلسطيني نشط في منطقة قطاع غزة كان يقوم بعمليات ضد وحدة شكيد.